# Pomezí nad Ohří (przystanek kolejowy)
Pomezí nad Ohří – przystanek kolejowy w Pomezí nad Ohří, w kraju karlowarskim, w Czechach. Położona jest na wysokości 465 m n.p.m.
Na stacji nie ma możliwości zakupu biletów, a obsługa podróżnych odbywa się w pociągu. 

## Linie kolejowe
- 179 Norymberga – Cheb